# Vörðutindur
Vörðutindur är en bergstopp i republiken Island. Den ligger i regionen Austurland, 300 km öster om huvudstaden Reykjavík. Toppen på Vörðutindur är 1 057 meter över havet.
Trakten runt Vörðutindur är nära nog obefolkad, med mindre än två invånare per kvadratkilometer. Det finns inga samhällen i närheten. Trakten runt Vörðutindur består i huvudsak av gräsmarker.